# Paurocephala russellae
Paurocephala russellae är en insektsart som beskrevs av Mathur 1975. Paurocephala russellae ingår i släktet Paurocephala och familjen rundbladloppor. Inga underarter finns listade i Catalogue of Life.